# Усткув (Лодзинське воєводство)
Усткув (пол. Ustków) — село в Польщі, у гміні Варта Серадзького повіту Лодзинського воєводства.
Населення — 498 осіб (2011).
У 1975-1998 роках село належало до Серадзького воєводства.

## Демографія
Демографічна структура станом на 31 березня 2011 року:
|          | Загалом | Допрацездатний вік | Працездатний вік | Постпрацездатний вік |
| -------- | ------- | ------------------ | ---------------- | -------------------- |
| Чоловіки | 244     | 58                 | 153              | 33                   |
| Жінки    | 254     | 56                 | 126              | 72                   |
| Разом    | 498     | 114                | 279              | 105                  |